# Санта-Мария-де-Авиозу
Санта-Мария-де-Авиозу (порт. Santa Maria de Avioso)  —  район (фрегезия) в Португалии,  входит в округ Порту. Является составной частью муниципалитета  Майа. Находится в составе крупной городской агломерации Большой Порту. По старому административному делению входил в провинцию Дору-Литорал. Входит в экономико-статистический  субрегион Большой Порту, который входит в Северный регион. Население составляет 3360 человек на 2001 год. Занимает площадь 4,64 км².
Покровителем района считается Мария Магдалина (порт. Santa Maria/Nossa Senhora da Expectação).